# 秋田臨港警察署
秋田臨港警察署（あきたりんこうけいさつしょ）は、秋田県警察が管轄する警察署の一つである。

## 所在地
- 秋田市土崎港西三丁目1番8号

## 管轄区域
- 秋田市（秋田港周辺および土崎・金足地区などの北部地域）

## 内部組織
- 署長
- 主席調査官兼副署長
- 警務課
  - 広報広聴係
  - 警務係
  - 被害者支援係
  - 留置管理係
- 会計課
  - 会計係
- 生活安全課
  - 生活安全係
  - 女性安全対策係
  - 少年係
- 地域課
  - 地域係
  - 機動警ら係
- 刑事課
  - 庶務係
  - 強行・窃盗犯係
  - 知能犯係
  - 組織犯罪対策係
  - 鑑識係
- 交通課
  - 交通規制係
  - 交通指導係
  - 交通捜査係
- 警備課
  - 警備係

## 沿革
- 1875年（明治8年）：秋田警察所土崎屯所として発足する。
- 1891年（明治24年）：『土崎警察署』となる。
- 1904年（明治37年）：船川港に移転して、『船川分署』となる。
- 1948年（昭和23年）：警察制度改革により、『秋田市土崎警察署』と改称する。
- 1954年（昭和29年）：警察法改正により、『秋田県土崎警察署』として再発足する。
- 1955年（昭和30年）：統廃合により『秋田警察署土崎警部派出所』に降格。
- 1964年（昭和39年）：秋田警察署から独立して、『秋田県秋田臨港警察署』に昇格する。

## 交番
- 追分交番 - 秋田市下新城中野字街道端西92番地13
- 飯島交番 - 秋田市飯島道東1丁目8番27号
- 土崎駅前交番 - 秋田市土崎港中央6丁目16番10号
- 将軍野交番 - 秋田市将軍野南1丁目14番64号
- 外旭川交番 - 秋田市外旭川八柳3丁目6番47号